# Alberto Nicola Nagel
Alberto Nicola Nagel (Milán, 7 de junio de 1965) es un banquero y gerente italiano que ocupa el cargo de CEO de Mediobanca.
Alberto Nagel ha dedicado toda su vida laboral a Mediobanca, asumiendo niveles crecientes de responsabilidad a medida que su carrera progresaba. Nagel ha liderado el banco en su entrada a los mercados internacionales y ha impulsado una profunda transformación de su modelo de negocio. Actualmente, el banco se centra intensamente en los servicios de Gestión de Patrimonios, que proporciona en sinergia con su división de Banca Corporativa y de Inversiones.  Siguiendo los cambios que se han producido en el sector bancario global desde los años noventa, el enfoque de Nagel se ha orientado hacia el abandono del modelo de holding, incrementando la diversificación y especialización del grupo para crear el primer Banco Privado y de Inversiones en Italia, un posicionamiento en términos estratégicos que ha sido recibido con entusiasmo por los mercados financieros internacionales.
La transformación de Mediobanca se ha hecho especialmente evidente durante la última década de liderazgo de Alberto Nagel (2013-2023), período en el cual el banco ha logrado un retorno de la inversiòn total para los accionistas del 270%, como resultado combinado de un aumento aproximado del 160% en el precio de las acciones en bolsa y 4 mil millones de euros en dividendos distribuidos a los accionistas, sin necesidad de implementar ampliaciones de capital o emisiones de derechos como muchos otros bancos italianos durante las crisis financieras.
Alberto Nagel fue reelegido como CEO por los accionistas de Mediobanca en la Asamblea General Anual celebrada en octubre de 2023, y actualmente es el CEO con más tiempo en el cargo de cualquier banco incluido en el índice FTSE MIB.

## Carrera en Mediobanca
Alberto Nagel se unió a Mediobanca en 1991 y ha pasado toda su carrera trabajando para el banco. Inicialmente trabajó en la división de Finanzas, antes de pasar a la Secretaría General, de la cual fue nombrado Jefe en 1997. A medida que la estructura organizativa del banco cambió, posteriormente se convirtió en Jefe de la división de Banca de Inversión.
Alberto Nagel fue promovido a officer en abril de 1995, convirtiéndose en Central Manager en febrero de 1998, Deputy General Manager en abril de 2002 y General Manager en abril de 2003. En julio de 2007, Alberto Nagel fue nombrado Managing Director. En octubre de 2008 se convirtió en CEO, cargo que ocupa hasta el día de hoy.

### Privatizaciones y Fusiones y Adquisiciones
En la década de los noventa, estuvo involucrado en algunas de las mayores operaciones de fusiones y adquisiciones realizadas en Italia, y participó en las principales privatizaciones gestionadas por Mediobanca, incluyendo Enel (1999), BNL (Banco Nazionale del Lavoro) en 1998 y Finmeccanica en 2000.
En 1994 y 1995 gestionó la oferta pública de adquisición de Credito Romagnolo por parte de Credito Italiano. En 1999 participó en la oferta pública de adquisición lanzada por Olivetti para Telecom Italia. Y en 2000 y 2001 tomó parte en la oferta pública de adquisición por parte de Generali para INA. Nagel también fue uno de los principales actores en los procesos de consolidación entre los bancos cooperativos italianos que tuvieron lugar durante el mismo período.

### Nueva estrategia de grupo
Fue una sugerencia de Alberto Nagel a su predecesor, Vincenzo Maranghi, que también discutió con el fundador de Mediobanca, Enrico Cuccia, lo que llevó a la creación de Banca Esperia a partir de una empresa conjunta con Banca Mediolanum en 2001,  con el objetivo de proporcionar apoyo a los empresarios que ya eran clientes del banco en la gestión de la riqueza generada por las operaciones de fusiones y adquisiciones realizadas por Mediobanca en su actividad de banca de inversión. El proyecto resultaría crucial para la transformación del modelo de negocio del banco, un proceso que Nagel, como CEO, impulsaría él mismo durante más de quince años, gestionando en particular los servicios de Gestión de Patrimonios que se distinguen por las sinergias generadas por las actividades de Banca Corporativa y de Inversiones del banco.
En 2004, en su capacidad de director general, Alberto Nagel presentó el primer plan de negocios de Mediobanca a la comunidad financiera.
El 21 de junio de 2013, desveló el plan estratégico 2014-2016 del banco, con el que Mediobanca aceleró y completó el proceso de desinversión de sus inversiones en acciones de larga duración, liberando así capital para ser invertido en el crecimiento de sus actividades comerciales y expansión internacional. El plan recibió amplia cobertura tanto de los medios italianos como internacionales, los cuales lo describieron como un punto de inflexión para el capitalismo italiano.

### Banca Corporativa e Inversión: desarrollo internacional
Alberto Nagel lideró la expansión de las actividades de Banca Corporativa e Inversión de Mediobanca en mercados internacionales (los ingresos no domésticos representaron el 40% de los ingresos totales del Grupo en 2023 y se espera que alcancen el 55% para 2026), lo que incluyó la apertura de sucursales en París (2004), Luxemburgo (2005), Fráncfort, Madrid y Nueva York (2007), Londres (2008) y Estambul (2013). El CEO también ha completado dos adquisiciones internacionales relacionadas con sus actividades de banca de inversión, a saber, la boutique de inversión francesa Messier Maris & Associés (2019) y Arma Partners, con sede en el Reino Unido, líder internacional en servicios de asesoramiento en fusiones y adquisiciones en el segmento de la economía digital.

### Debut en Gestión de Patrimonios
En mayo de 2008, Alberto Nagel diseñó la creación de CheBanca!, una entidad minorista que inicialmente operaba exclusivamente a través de canales digitales, con el objetivo de diversificar las fuentes de financiación del grupo atrayendo 13 mil millones de euros en depósitos en los primeros tres años de su actividad. CheBanca! evolucionaría gradualmente hacia una gestión de patrimonios en apoyo a la estrategia diseñada por Nagel, y el nuevo modelo de servicio multicanal se consolidaría en 2015 con la adquisición de un área seleccionada de las actividades minoristas italianas de Barclays.
En 2015, Nagel también lanzó la participación de Mediobanca en el segmento de gestión de activos alternativos, con la adquisición de una participación mayoritaria en Cairn Capital, un gestor de activos de crédito con sede en el Reino Unido. Tras la adquisición de Bybrook Capital en 2021, las dos empresas se combinaron para formar Polus Capital,  ahora un actor líder en el segmento de crédito alternativo. Estas dos adquisiciones en el área de gestión de activos se complementaron con la adición, en 2017, de RAM Active Investments, con sede en Suiza, y las tres juntas demostrarían ser fundamentales para completar la transición de Mediobanca hacia el modelo de grupo financiero especializado que era el objetivo de Nagel tras el cambio de estrategia previamente implementado.
En 2016, Nagel presentó el plan estratégico del Grupo hasta 2019, uno de los pilares principales fue acelerar el desarrollo de las actividades de Gestión de Patrimonios en sinergia con la división de Banca Corporativa e Inversión. Este objetivo proporcionó la justificación para la adquisición del control total de Banca Esperia, anunciado por Nagel cuando se presentó el plan, y sirvió como base para la creación de Mediobanca Banca Privada.  Esta división, cuya misión es gestionar la riqueza de algunas de las familias empresariales más prósperas de Italia, al final del ejercicio fiscal 2022-23 había registrado Activos Totales bajo Administración (TFAs) de 88 mil millones de euros, impulsados en particular por la posición de liderazgo que ha consolidado en el segmento de Mercados Privados a través de acuerdos y programas de coinversión desarrollados en conjunto con algunos de los principales gestores de inversiones globales, incluidos BlackRock, Apollo y UBS.

### Crecimiento en Finanzas al Consumidor
Alberto Nagel también ha trabajado para desarrollar la división de Finanzas al Consumidor del grupo Mediobanca, representada por Compass, inicialmente a través de la adquisición y fusión de Linea en 2007-2008. Desde entonces, el enfoque se ha desplazado hacia inversiones en servicios digitales y el lanzamiento de la diversificación internacional. Compass está activo en el segmento de Compra Ahora Paga Después, y sus operaciones en esta área se han expandido con dos adquisiciones, la fintech italiana Soisy (2022) y el operador con sede en Suiza, HeidiPay (2023), ahora completamente integradas, lo que ha permitido a Compass convertirse en un operador de crédito al consumidor en Suiza, además de en Italia.

### Plan Estratégico 2023-26: "One Brand-One Culture"
El 24 de mayo de 2023, Alberto Nagel presentó el Plan Estratégico 2023-26 " One Brand-One Culture”, con el cual Mediobanca pretende completar su transformación para convertirse en un "líder en gestión de patrimonios", aprovechando en particular el modelo de Banca Privada e Inversión, en el que los servicios de banca de inversión se ofrecen en conjunto con servicios para crecer y gestionar la riqueza de los clientes. La estrategia del CEO es propiciar un crecimiento para el banco que le permitirá retornar 3.7 mil millones de euros a sus accionistas durante el curso de los tres años, equivalente al 45% de la capitalización de mercado de Mediobanca en el momento en que se presentó el plan, correspondiente a una tasa de distribución del 70%.
Uno de los objetivos principales del plan estratégico presentado por Alberto Nagel es perseguir el crecimiento en las áreas de innovación digital (a través de una campaña de reclutamiento en la que el personal con capacidades tecnológicas aumentará un 15% durante los tres años, y la empresa conjunta con Founders Factory anunciada en julio de 2023 para desarrollar proyectos fintech en apoyo del ecosistema tecnológico del grupo) y ESG, con objetivos intermedios para alcanzar la neutralidad de carbono para 2050 de acuerdo con la membresía del grupo en la Alianza Bancaria Net-Zero, más de 20 millones de euros a invertir en proyectos con impacto social, y criterios ESG incluidos en las políticas de evaluación y remuneración del personal para toda la población corporativa del grupo y, en particular, para la alta dirección.
El 16 de enero de 2024, Alberto Nagel presentó Mediobanca Premier a la prensa. Mediobanca Premier es un banco especializado en gestión de patrimonios e inversiones para hogares italianos, que el CEO describió como el "proyecto más importante" en el Plan Estratégico 2023-26 " One Brand-One Culture". Durante la conferencia de prensa, Nagel habló del "enorme potencial" del segmento al que apunta Mediobanca Premier, lo que impulsó la decisión de promover oficinas con la marca Mediobanca en las principales ciudades de Italia, un cambio histórico en el desarrollo de una marca que ha sido vista como exclusiva y considerada inaccesible durante prácticamente toda la historia del banco.

## Estilo de gestión

### Imagen pública
A través de su gestión de Mediobanca y su imagen pública, Alberto Nagel es considerado uno de los principales custodios de la cultura de gestión creada por el fundador del banco, Enrico Cuccia, y transmitida por el sucesor de Cuccia, Vincenzo Maranghi, junto con otros colaboradores de larga data. En línea con la tradición del banco, Nagel opta por mantener un perfil reservado, sin dar entrevistas ni hacer declaraciones públicas fuera de las ocasiones oficiales en las que interactúa con analistas financieros y periodistas. En tales ocasiones, Nagel aborda principalmente asuntos relacionados con el negocio de Mediobanca, y el estilo que adopta es concentrado y factual.

### Estructura de gobernanza
A pesar de su estilo reservado, Alberto Nagel realizó cambios decisivos en la gobernanza de Mediobanca e intervino significativamente en la gestión de las empresas participadas del grupo principalmente entre los años 2008 y 2011. Como resultado, Mediobanca regresó al sistema de gobernanza tradicional desde el sistema dualista, y recaudó un total de 3.3 mil millones de euros de la venta de participaciones en otras empresas, facilitando así la evolución del banco desde un modelo de holding hasta el de un grupo financiero especializado.

### Rescate de Fondiaria-SAI
Adoptando el mismo enfoque reservado y pragmático, Alberto Nagel ayudó a rescatar al grupo asegurador Fondiaria-SAI, al cual Mediobanca tenía una exposición de más de 1 mil millones de euros, con su venta a Unipol en 2013, eliminando así posibles efectos sobre la estabilidad de Mediobanca. Nagel lideró la gestión del acuerdo, que se completó en conjunto con otros bancos de inversión, comentando posteriormente que ninguna de las principales compañías de seguros europeas había expresado "interés en el grupo en su totalidad", y declarando que la solución adoptada para el rescate de la compañía, basada en la identificación de un "socio industrial", garantizaba "solidez y durabilidad".

### Relaciones con los inversores
Una de las características que distingue el estilo de gestión de Alberto Nagel incluye su enfoque en las relaciones con los inversores y los esfuerzos por proteger la independencia de la gestión. Nagel hizo referencia a su compromiso con los inversores en la única declaración que hizo cuando fue reelegido en 2023. La reelección de Nagel, junto con la del Consejo en octubre de 2023, se logró principalmente gracias a sus relaciones con los mercados financieros, consolidadas por la creciente presencia de inversores institucionales entre los accionistas del banco en los más de quince años que Nagel ha liderado el banco con sede en Milán. Tal inversión ha sido fomentada y consolidada por la creación de valor tanto de los aumentos del precio de las acciones como de los dividendos (traduciéndose en un retorno total para los accionistas del 270% en el período 2013-23).
La relación con los inversores institucionales y con los mayores fondos de inversión es sólida, en cuanto a la estructura de propiedad del banco, y también cuando Mediobanca asesora en complejas operaciones de Banca Corporativa e Inversión, como cuando Blackstone, una de las mayores compañías de gestión de inversiones del mundo, contrató a Mediobanca en 2022 para asesorar a la familia Benetton en la adquisición de Atlantia, convirtiendo al banco dirigido por Nagel en el arquitecto de la mayor desinversión del mundo.
El Consejo de Administración de Mediobanca fue reelegido por sus accionistas en la Asamblea General Anual celebrada el 28 de octubre de 2023. La lista presentada por el Consejo de Administración saliente, en la que Alberto Nagel era candidato a la posición de CEO, obtuvo el 52,6% de los votos, compuestos por los votos de los inversores institucionales (principalmente algunos de los principales gestores de inversiones globales) más los de los accionistas que son parte del acuerdo de consulta (que agrupa las participaciones de algunos de los empresarios más conocidos y las compañías holding familiares del panorama industrial italiano). En esta ocasión, los operadores del mercado financiero respaldaron fuertemente la gestión de Alberto Nagel  superando el 30% del capital social en manos de los herederos de Leonardo Del Vecchio y de Francesco Gaetano Caltagirone, accionistas que habían mantenido una "lucha de poder" con Nagel.

## Otros cargos desempeñados
- Alberto Nagel fue Auditor Estatutario de Assicurazioni Generali desde 1996 hasta 2004, año en que se convirtió en Director de la compañía. En 2010 fue nombrado Vicepresidente de Assicurazioni Generali, cargo del cual renunció en abril de 2012, después de que se realizaran cambios en la legislación italiana por el gobierno liderado por Mario Monti, haciendo imposible que los Directores mantuvieran cargos simultáneamente en los consejos de administración de bancos y compañías de seguros.[54]
- Se desempeñó como Director de Banca Esperia desde julio de 2000 hasta abril de 2012.
- También fue miembro del Consejo de la asociación bancaria italiana (Associazione Bancaria Italiana, o "ABI") desde 2007 hasta 2012.